# Roestmus
De roestmus (Passer motitensis) is een zangvogel uit de familie van mussen (Passeridae).

## Verspreiding en leefgebied
Deze soort komt voor in het zuiden van Afrika en telt 3 ondersoorten:
- Passer motitensis benguellensis: zuidwestelijk Angola en noordwestelijk Namibië.
- Passer motitensis motitensis: Namibië, westelijk en centraal Botswana en noordwestelijk Zuid-Afrika.
- Passer motitensis subsolanus: oostelijk Botswana, zuidwestelijk Zimbabwe, noordelijk, centraal en noordoostelijk Zuid-Afrika.